# Cass City
Cass City est une localité du comté de Tuscola dans l'état du Michigan.

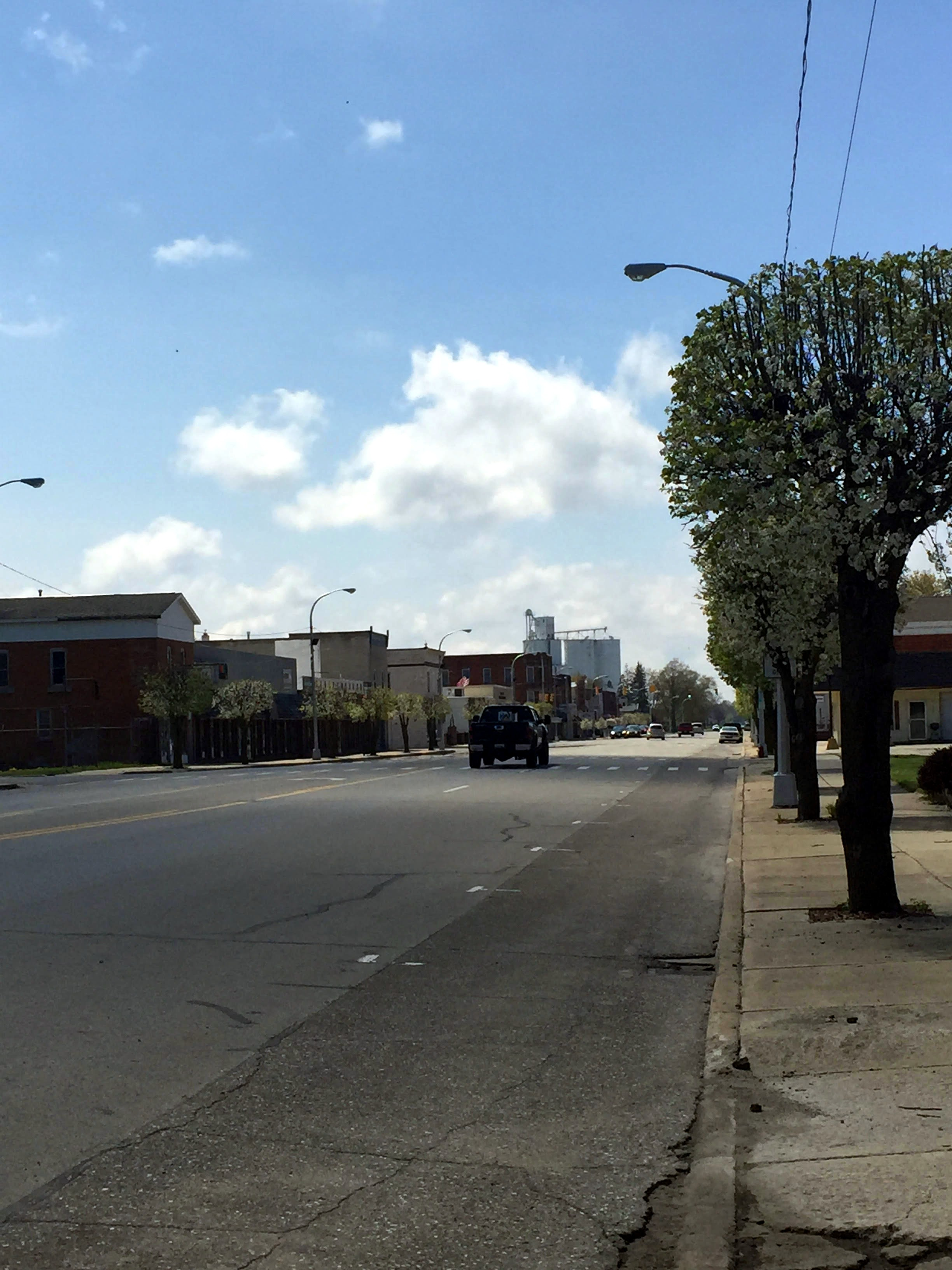
Rue Main, Cass City

Sa population était de 2 428 habitants en 2010.